# Cyrtandra cleopatrae
Cyrtandra cleopatrae är en tvåhjärtbladig växtart som beskrevs av H.J. Atkins och Cronk. Cyrtandra cleopatrae ingår i släktet Cyrtandra och familjen Gesneriaceae. Inga underarter finns listade i Catalogue of Life.